# Partido Verde de Bolivia
El Partido Verde de Bolivia (PVB) fue un partido político boliviano de orientación en Política verde fundado en la ciudad de La Paz el 9 de agosto del año 2007 por Margot Soria Saravia. 
El partido participó en las Elecciones generales de 2014, en oposición al presidente Evo Morales y al Movimiento al Socialismo. El partido es miembro de Global Greens, el cual es una red internacional de partidos verdes, y un observador de la Federación de los Partidos Verdes de las Américas, una red regional del mismo.
El Partido Verde de Bolivia fue fundado el 9 de agosto de 2007, después de algunos años de trabajo en esa dirección. El partido recién formado se unió a Global Greens en 2008, y asistió al Segundo Congreso Mundial de la alianza ese año en São Paulo, Brasil.
Entre el 24 y el 27 de noviembre de 2013 se realizó la reunión anual de la Coordinadora Global de Verdes (GGC), la cual tuvo como sede la ciudad de La Paz. Durante esta reunión, el Partido Verde de Bolivia anunció su intención de postularse conjuntamente con el Consejo Nacional de Ayllus y Markas de Qullasuyu para las elecciones generales de 2014.
El 26 de junio de 2014, el Partido Verde de Bolivia proclamó a sus candidatos electorales, los cuales eran: 
- Fernando Vargas Mosua (candidato a presidente de Bolivia), líder de las comunidades indígenas del Territorio indígena y parque nacional Isiboro-Sécure (TIPNIS)

- Margot Soria Saravia (candidata a vicepresidente de Bolivia), líder y fundadora del Partido Verde de Bolivia.

El partido obtuvo en las elecciones presidenciales el 2,79 % de la votación (126.958 votos) a nivel nacional y no pudo conseguir ningún escaño en la Cámara de Diputados de Bolivia ni en la Cámara de Senadores de Bolivia. El partido se disolvió el 13 de noviembre de 2014, al no poder conseguir la votación mínima del 3 %, requerida por ley electoral.